# Veralipride
Veralipride (Agreal, Agradil) là một loại thuốc an thần kinh benzamide được chỉ định trong điều trị các triệu chứng vận mạch liên quan đến thời kỳ mãn kinh. Nó lần đầu tiên được phép sử dụng vào năm 1979. Veralipride chưa bao giờ được chấp thuận tại Hoa Kỳ.
Vào tháng 9 năm 2006, nó đã bị rút khỏi thị trường Tây Ban Nha. Do đó, Ủy ban Châu Âu đã chuyển vấn đề này đến Cơ quan Dược phẩm Châu Âu (EMA). Vào tháng 7 năm 2007, EMA đã khuyến nghị rút các ủy quyền tiếp thị cho veralipride.